# 9260 Edwardolson
9260 Edwardolson eller 1953 TA1 är en asteroid i huvudbältet, som upptäcktes 8 oktober 1953 av Indiana Asteroid Program vid Indiana University Bloomington med Goethe Link Observatory. Asteroiden har fått sitt namn efter Edward C. Olson.
Asteroiden har en diameter på ungefär 4 kilometer och den tillhör asteroidgruppen Flora.